# Волокитинский сельский совет (Путивльский район)
Волокитинский сельский совет (укр. Волокитинська сільська рада) — входит в состав
Путивльского района
Сумской области
Украины.
Административный центр сельского совета находится в 
с. Волокитино
.

## Населённые пункты совета
- с. Волокитино
- с. Кочерги
- с. Кубарево
- с. Щербиновка